# 班戰斯的海盜
《班戰斯的海盜》（英語：The PIrates of Penzance）是1983年出品、上映的美國好萊塢電影。該電影為改編自吉爾伯特與薩利文同名喜劇歌劇的音樂電影。由凱文·克萊恩、雷克斯·史密斯、安吉拉·蘭斯伯里等演員演出，
該影片於2010年9月發行DVD。